# Gnesau
Gnesau è un comune austriaco di 1 052 abitanti nel distretto di Feldkirchen, in Carinzia. È stato istituito nel 1890 con l'unione delle località di Gurk, Gnesau (già comuni catastali di Himmelberg), Mitteregg e Zedlitzdorf (già comuni catastali di Reichenau).